# 배트맨 대 로빈
《배트맨 대 로빈》(영어: Batman vs. Robin)은 배트맨을 소재로 한 2015년 애니메이션 영화이다. 스토리적으로는 스콧 스나이더, 그레그 카풀로, 조너선 글래피언의 뉴52 《배트맨》 스토리아크 "올빼미 법정"을 재해석한 작품이며 《배트맨의 아들》(2014)의 속편이다. 제이 올리바가 연출하였다.

## 출연진
- 제이슨 오마라 - 배트맨 / 브루스 웨인
  - 그리핀 글럭 - 어린 브루스
- 스튜어트 앨런 - 로빈 / 데미언 웨인
- 제러미 시스토 - 탤런
- 숀 마허 - 나이트윙 / 딕 그레이슨
- 데이비드 매캘럼 - 알프레드 페니워스
- 트로이 베이커 - 올빼미 법정 간부
- 케빈 콘로이 - 토머스 웨인
- 그레이 딜라일 - 서맨사 배니버
- 로빈 앳킨 다운스 - 올빼미 법정 우두머리
- 위어드 알 얀코빅 - 앤턴 스콧 / 돌메이커
- 트레버 더발 - 잭
- 피터 오노라티 - 드레이코
- 앤드리아 로마노 - 질